# Grillage à poule

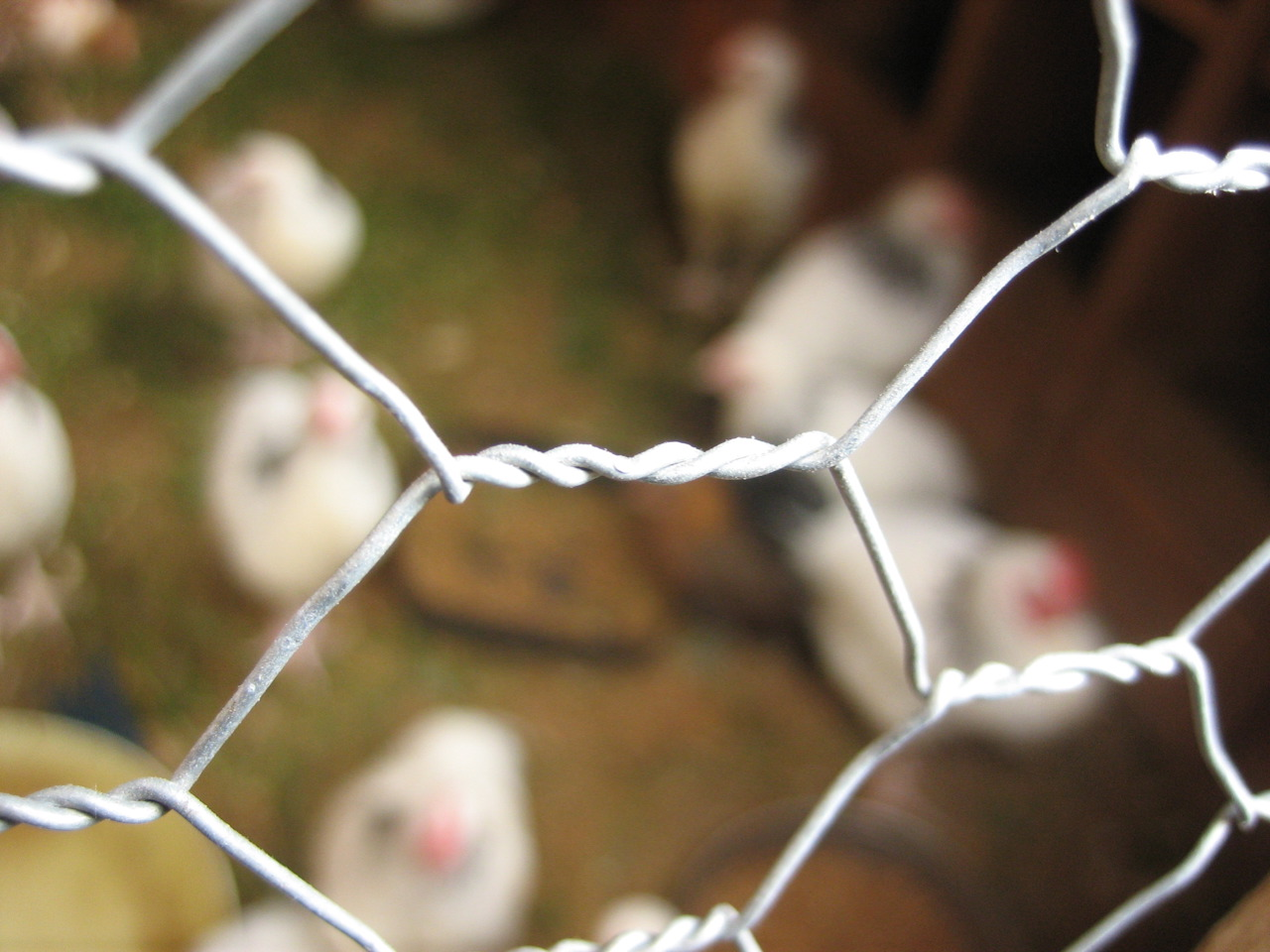
Gros plan sur le grillage à poule utilisé dans un poulailler.

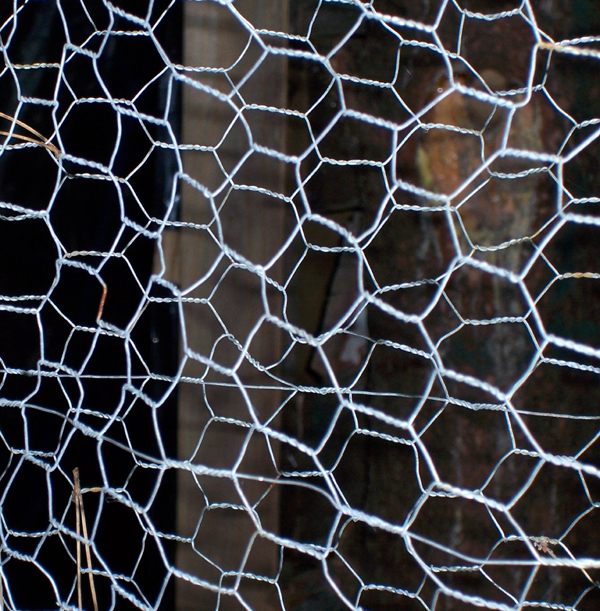
Grillage à poule

Le grillage à poule, est un treillis ou grillage de fils de fer couramment utilisé pour clôturer les galloanserae, tels poules et poulets, dans une exploitation ou un poulailler. Il est constitué de fil d’acier fin, flexible et galvanisé avec des mailles hexagonales. Disponible en diamètre de un à cinq centimètres, le grillage à poule est disponible en différents calibres – généralement en calibre 19 (environ 1 mm) à 22 (environ 0,7 mm de section de fil). Le grillage à poule est parfois utilisé pour construire des enclos peu coûteux pour les petits animaux (ou pour préserver les plantes et les biens des animaux), bien que la finesse et la teneur en zinc du fil galvanisé ne convienne pas aux animaux enclins à ronger et n'empêche pas les prédateurs d'entrer.
En construction, du grillage à poule ou du matériel de quincaillerie est utilisé comme lattage métallique, pour tenir le ciment ou le plâtre, un processus connu sous le nom de stuc. Le béton armé de grillage à poule donne le ferrociment, un matériau de construction polyvalent. Le grillage à poule peut également être utilisé pour fabriquer l'armature d'une sculpture en papier mâché, lorsqu'une résistance relativement élevée est nécessaire.

## Histoire
Charles Barnard, un quincailler britannique, a construit la première machine à treillis au monde en 1844. Il a basé sa conception sur des métiers à tisser textiles. Bientôt, la firme Barnard, Bishop & Barnard, établie à Norwich, vendait du grillage dans le monde entier.
Au cours de la Seconde Guerre mondiale, le fil fin utilisé pour fabriquer le grillage à poule a été utilisé pour fabriquer de grands tapis de sol en fil de fer pour les installations radar. L’installation de ces systèmes a provoqué une pénurie de grillage à poule au Royaume-Uni.

## Autres utilisations

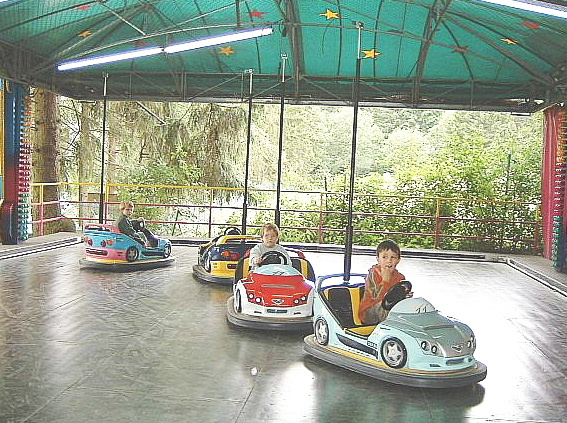
Auto-tamponneuses : le courant leur est fourni par un grillage à poules placé horizontalement au-dessus de l'espace qui leur est réservé.

En chimie, les molécules comprenant des cycles carbonés adjacents sont souvent comparées au grillage à poule (cf. Chicken wire (chemistry) (en))
En photonique, l’effet grillage à poule est un modèle prédominant de lignes à faible transmission entre faisceaux multifibres dans une fibre optique utilisée pour coupler le tube intensificateur au capteur CCD. Les lignes ont un motif similaire à celui du grillage.
Dans la conception des machines-outils, du grillage à poule peut être utilisé pour la protection de sécurité.
Dans les foires, les auto-tamponneuses reçoivent leur courant d'un grillage à poules placé horizontalement et qui les surplombe, leur servant de caténaire. Le retour du courant se fait par le sol, qui est métallique.
Il a été constaté que le grillage à poule couramment utilisé dans la construction bloquait ou atténuait les transmissions Wi-Fi, cellulaires et autres radiofréquences en créant par inadvertance une cage de Faraday.